# Sardina

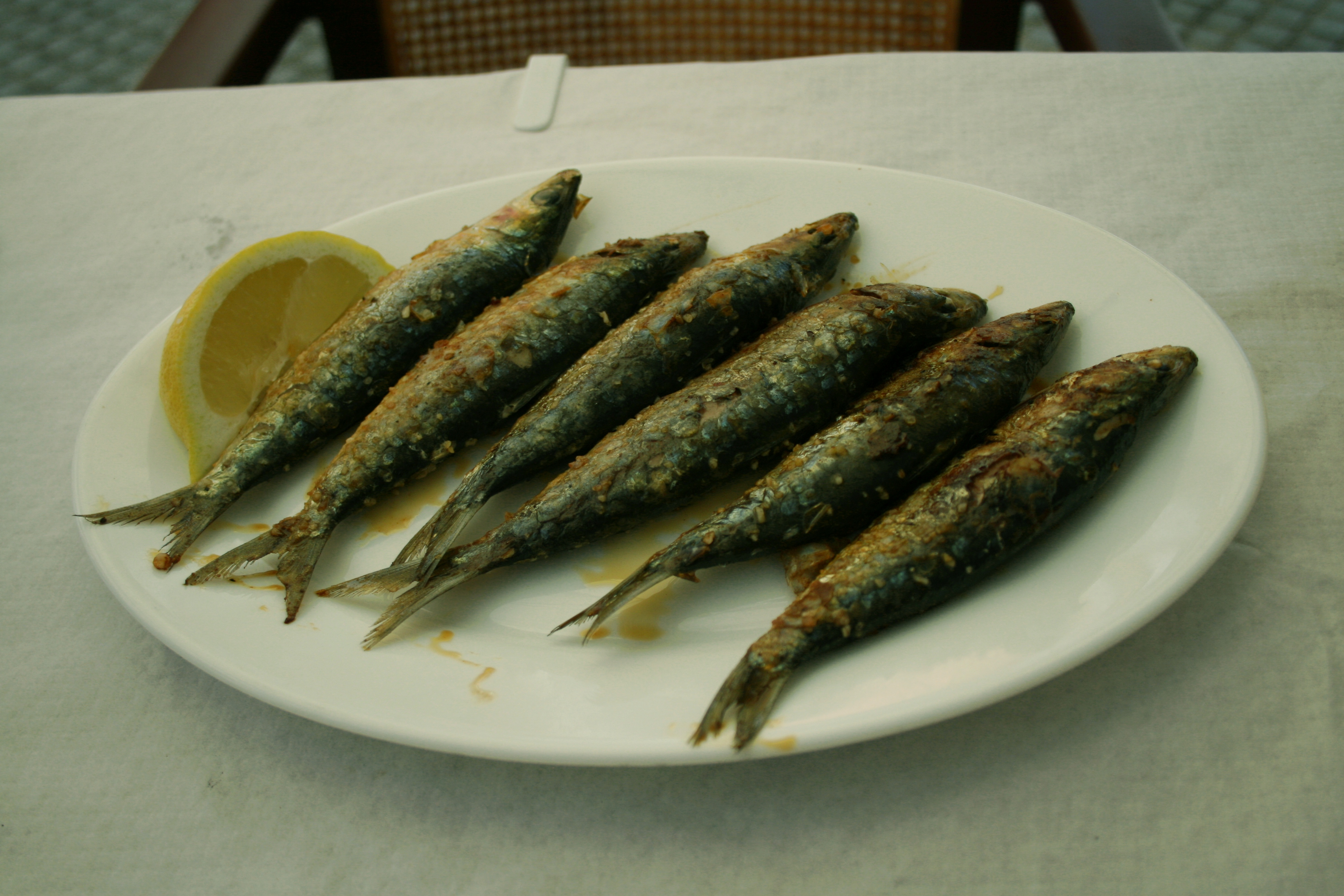
Sardinas a la plancha -Cádiz.

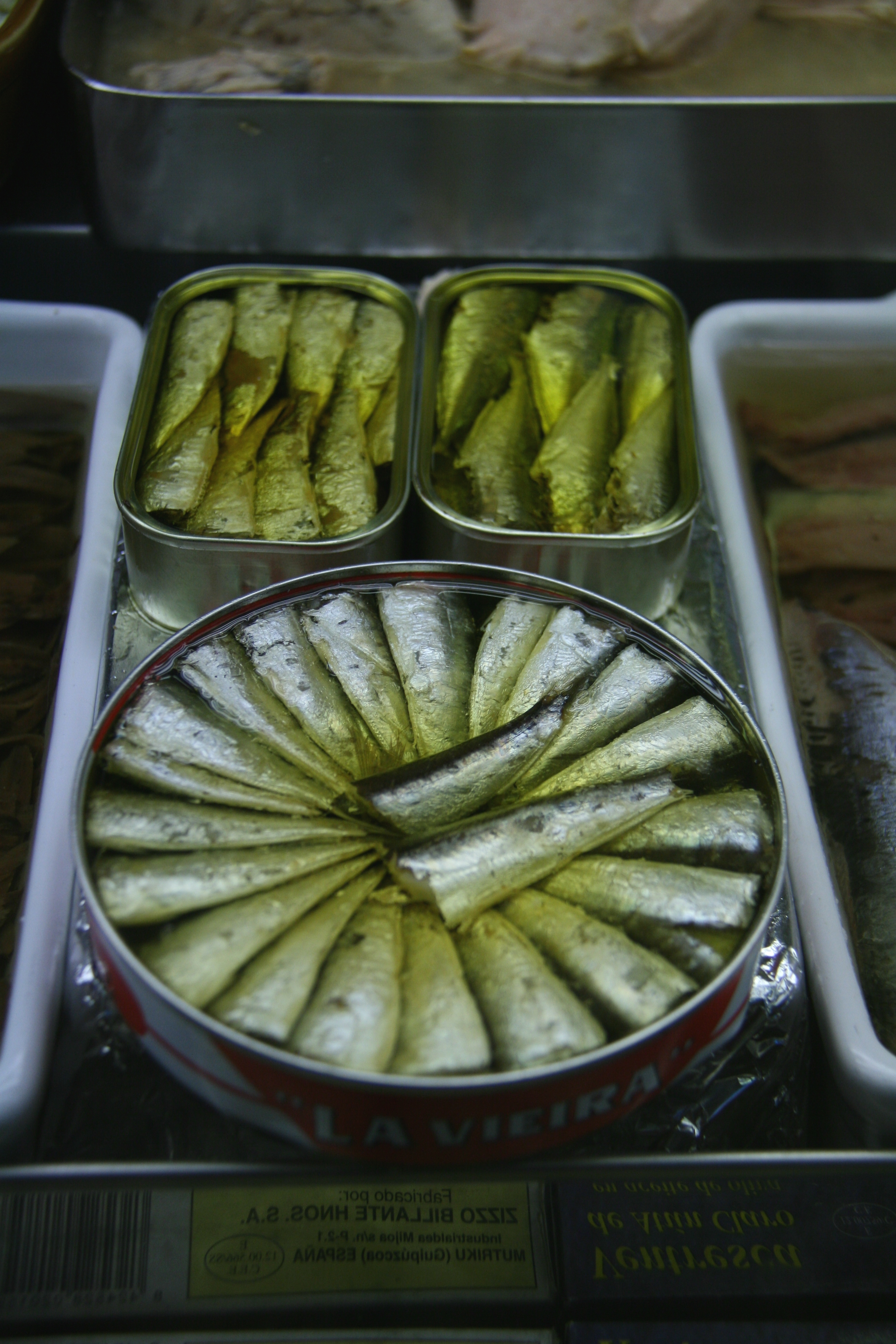
Sardinas en lata, sumergidas en aceite de oliva.

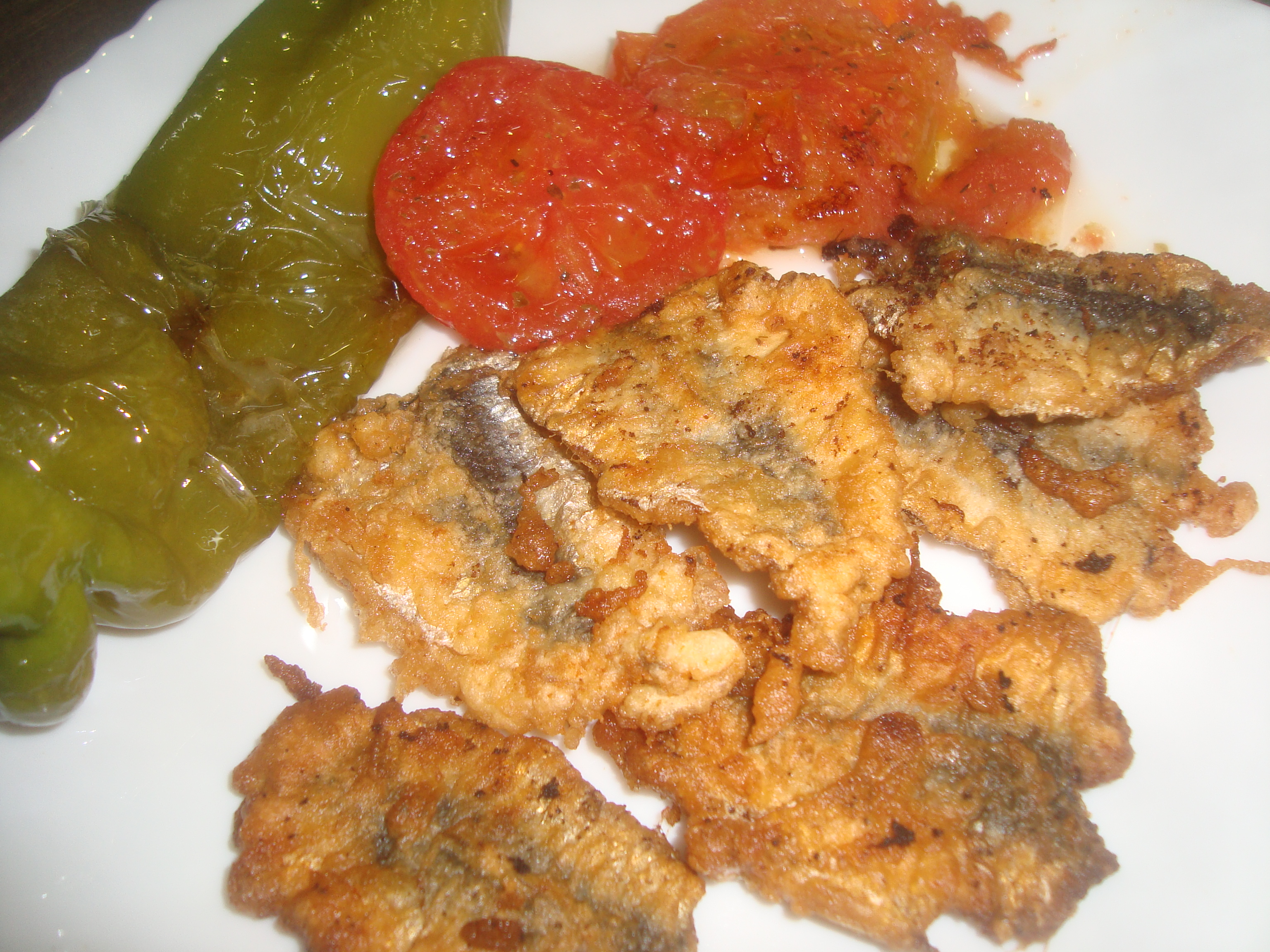
Sardinas abiertas rebozadas y albardadas.

La palabra española «sardina» puede designar a diferentes especies de peces de la familia de los clupeidos, estrechamente emparentado con las anchoas y los arenques.

## Especies de sardinas
- Sardina pilchardus, la especie más conocida
- Abramites hypselonotus, también llamado jiki, picúo o sampedrito;
- Agoniates anchovia, también llamado mojarrita;
- Anchovia clupeoides, también llamado anchoa bocona, camiguana o piquete;
- Anodus elongatus, también llamado julilla;
- Anostomus anostomus, también llamado lisa o anóstomo rayado;
- Aphyocharax alburnus, también llamado sardinita colirroja;
- Aphyocharax nattereri, también llamado mojarrita;
- Aphyocharax pusillus, también llamado mojarrita;

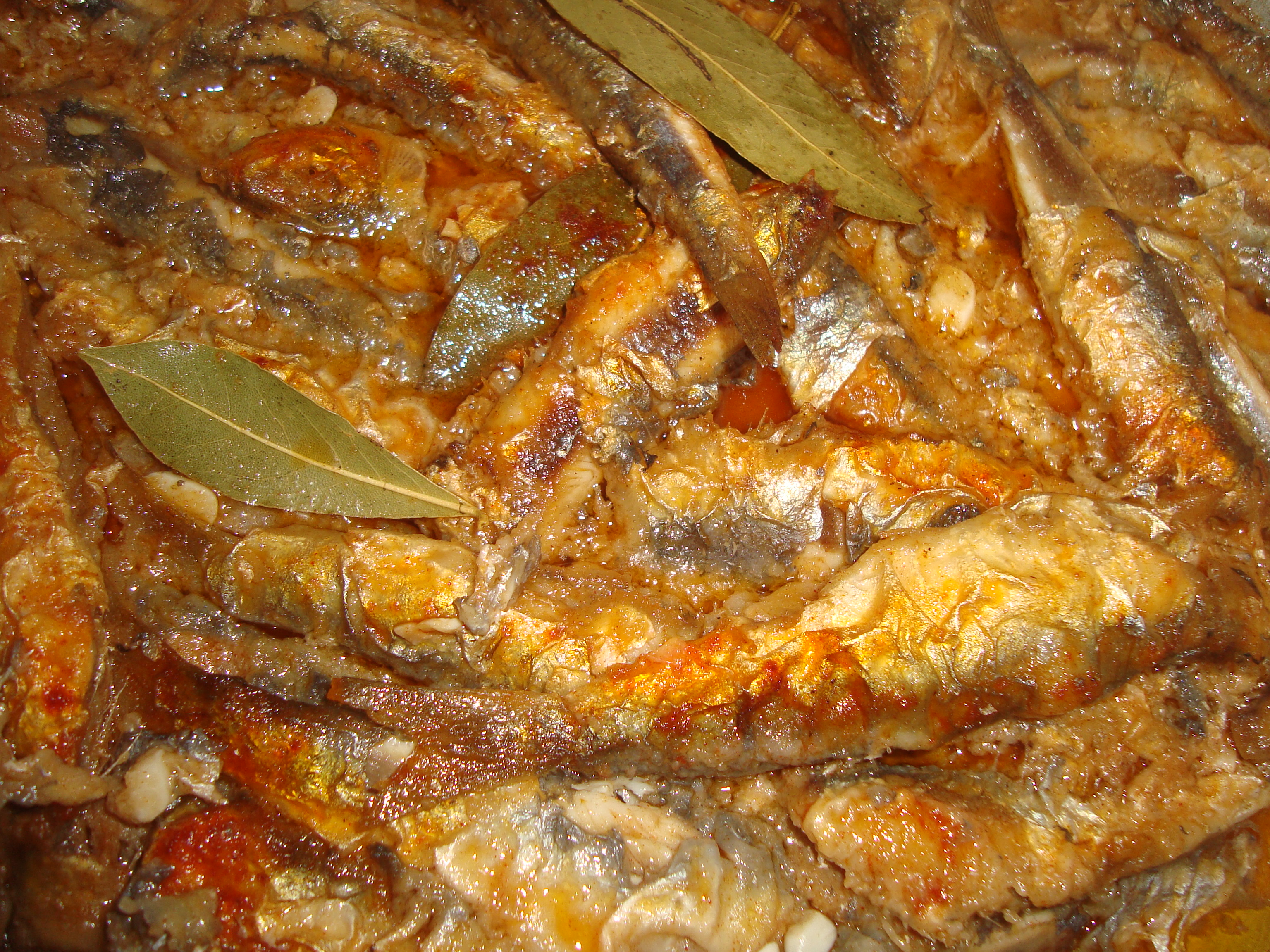
Sardinas en escabeche (España).

- cualquier especie del género Astyanax, también llamados golosas, pepescas, plateadas o tolombas;
- cualquier especie del género Atherinella, también llamados pejerreyes o silversides;
- Bario steindachneri, también llamado mojarrita;
- Brachychalcinus nummus, también llamado mojarrita;
- Bryconacidnus ellisi, también llamado mojarrita;
- cualquier especie del género Bryconamericus, también llamados golosas, pepescas, plateadas o tolombas;
- Bryconella pallidifrons, también llamado mojarrita;
- Caenotropus labyrinthicus, también llamado cochúo o cabezadura;
- cualquier especie del género Ceratobranchia, también llamados mojarrita;
- Cetengraulis mysticetus, también llamado anchoveta o sardina bocona;
- Chalceus erythrurus también llamado sampedro o pez tucán;
- cualquier especie del género Characidium, también llamados mojarrita;
- Charax gibbosus;
- Charax pauciradiatus;
- Chilodus punctatus;
- Chrysobrycon hesperus;
- Clupea clupeola, sardina o sardineta[1]
- Clupea humeralis, sardina o sardineta escamuda[1]

- Clupeacharax anchoveoides;
- Copeina guttata;
- cualquier especie del género Creagrutus;

- Ctenobrycon hauxwellianus;
- Curimata mivartii;
- Cynopotamus amazonus;

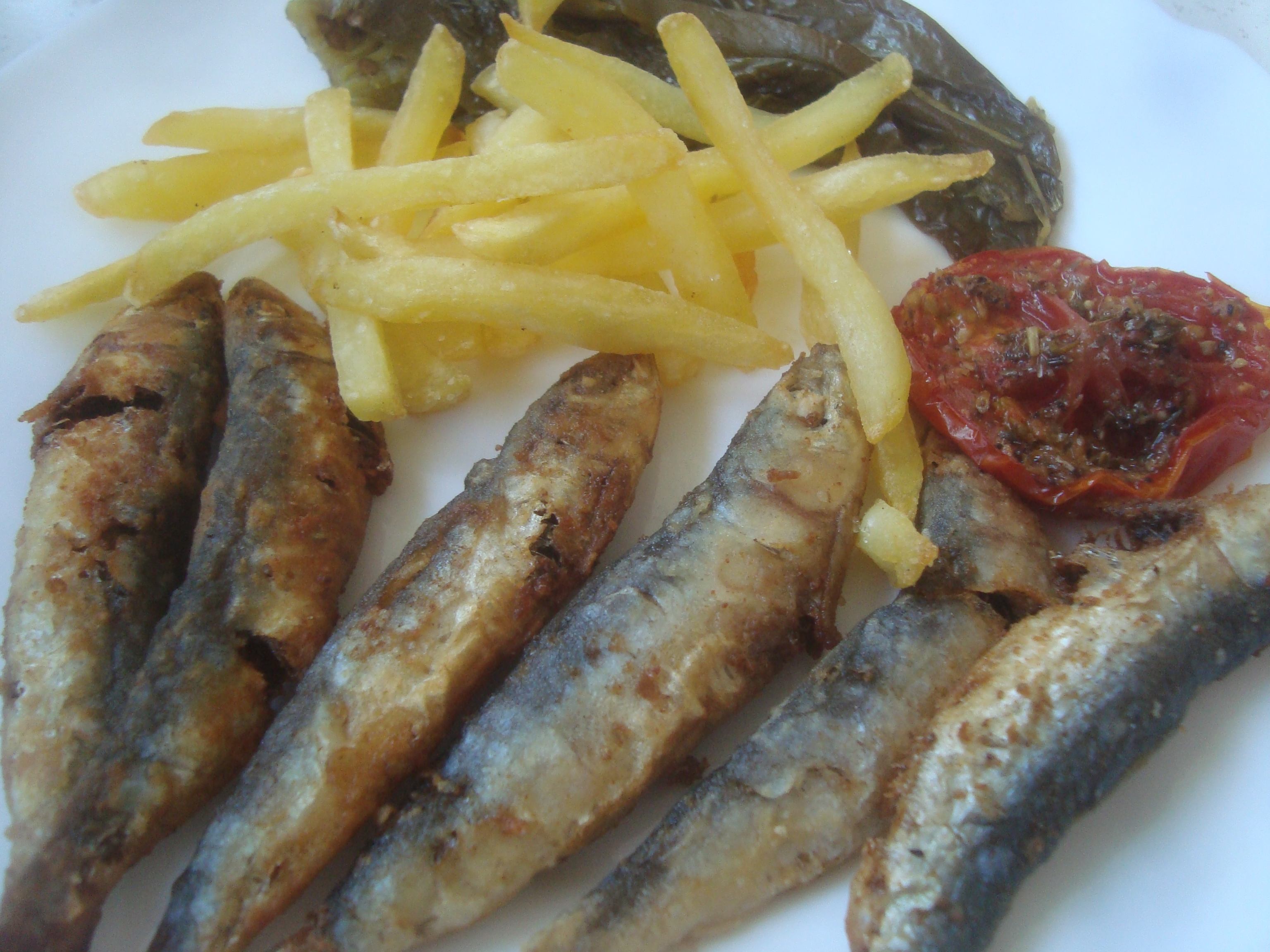
Sardinas fritas, almuerzo valenciano.

- Etrumeus sardina, sardina o sardineta canalera[1]
- Gephyrocharax caucanus;
- Gephyrocharax chocoensis;
- Gephyrocharax valencia;
- Harengula humeralis;
- Harengula jaguana;
- Harengula thrissina;
- cualquier especie del género Hemibrycon;
- Hemigrammus lunatus;
- Hemiodus microlepis;
- Hemiodus unimaculatus;
- Hoplerythrinus unitaeniatus;
- Hyphessobrycon sovichthys;
- Iguanodectes spilurus;
- Iotabrycon praecox;
- Jenkinsia lamprotaenia;
- Knodus meridae;
- Laemolyta garmani;
- Laemolyta taeniata;
- Leporellus vittatus;
- Leporinus granti;
- Leporinus moralesi;
- Leporinus multifasciatus;
- Leporinus muyscorum;
- Leporinus pearsoni;
- Leporinus striatus;
- Leporinus subniger;
- Leporinus trifasciatus;
- Lile piquitinga;
- Lile stolifera;
- Lycengraulis batesii;
- Lycengraulis grossidens;
- Markiana nigripinnis;
- Melanocharacidium rex;
- Microcharacidium eleotrioides;
- Moenkhausia grandisquamis;
- Moenkhausia latissima;
- Myleus rhomboidalis;
- Myleus setiger;
- Nannostomus marginatus;
- Nanocheirodon insignis;
- Odontognathus compressus;
- Odontognathus mucronatus;
- Opisthonema bulleri;
- Opisthonema bulleri;
- Opisthonema libertate;
- Opisthonema medirastre;
- Opisthonema oglinum; (Ecuador)
- Othonocheirodus eigenmanni;
- Paragoniates alburnus;
- Pellona altamazonica;
- Pellona flavipinnis;
- Pellona harroweri;
- Phenacobrycon henni;
- Phenacogaster pectinatus;
- Potamorhina latior;
- Prionobrama filigera;
- Pseudanos trimaculatus;
- Pseudochalceus lineatus;
- Pterengraulis atherinoides;
- Pyrrhulina semifasciata;
- Rhytiodus argenteofuscus;
- Rhytiodus microlepis;
- Saccodon terminalis;
- Saccodon wagneri;
- Sardinella aurita;
- Sardinops sagax
  - Sardinops sagax musica, sardina española,[2] sardina chilena[1]
  - Sardinops sagax sagax, sardina peruana[1]
- Schizodon fasciatus;
- Sprattus fuegensis;
- Sprattus sprattus sprattus;
- Stethaprion erythrops;
- Strangomera bentincki;
- Triportheus albus;
- Triportheus culter;
- Triportheus rotundatus;
- Xenurobrycon heterodon.